# Wolfgang Garvelmann
Wolfgang Garvelmann (* 19. Oktober 1924 in Düsseldorf; † 11. März 2012 in Gaienhofen-Horn) war ein deutscher anthroposophischer Arzt und Heilpädagoge.

## Leben
Schon früh kam er mit dem Werk Rudolf Steiners in Kontakt, dessen Anthroposophie er zeitlebens verbunden blieb.
Während der Herrschaft des Nationalsozialismus in Deutschland emigrierte Wolfgang Garvelmann in die Niederlande, wo er sowohl mit dem heilpädagogischen Ansatz Bernard Lievegoeds, als auch mit dem anthroposophisch-christosophischen Wirken von Valentin Tomberg vertraut wurde. Dessen anschließende Konversion zur katholischen Kirche vollzog er nicht mit, sondern gründete nach seiner Arztausbildung ein heilpädagogisches Heim in Gaienhofen-Horn am Bodensee, genannt „Haus Höri“. In dessen Führung und Leitung war er fast vierzig Jahre zusammen mit seiner Frau Sigrid aktiv, die ausgebildete Heilpädagogin war.
Im Rahmen der ELIAS-Initiativgemeinschaft setzte sich Garvelmann ab 1994 für ein besseres Verständnis des geistigen Testaments von Bernard Lievegoed ein, welcher in seinem letzten Werk "Über die Rettung der Seele" der anthroposophischen Bewegung ein reichhaltiges und vielgestaltiges esoterisches Aufgabenfeld aufgezeigt hatte.
Nachdem er sich aus der unmittelbaren Verantwortung für "Haus Höri" allmählich zurückzuziehen begann, engagierte sich Garvelmann schließlich für das Werk Judith von Halles.
Am 11. März 2012 starb Garvelmann.

## Veröffentlichungen
- Zur Beeinflussung der Frühgeburtenanämie durch Eisengaben, med. Dissertation, Düsseldorf 1951
- "Valentin Tomberg, ein Versuch, ihm gerecht zu werden", in: Zeitschrift „Info3“ Nr. 5 / 1988
- Ich bin bei euch. Christuserfahrung heute. Zeugnisse und Wege christlicher Offenbarung, Mystik und esoterische Schulung, Vlg. Die Pforte im Rudolf Steiner Verlag, Dornach 1994
- Sie sehen Christus. Anna Katharina Emmerick, Therese Neumann, Judith von Halle. Erlebnisberichte von der Passion und der Auferstehung Christi. Eine Konkordanz, Vlg. am Goetheanum, Dornach 2008
- Ganz Auge und Ohr: Wortgefechte in der Ermittlung nach Anthroposophie (von Jostein Saether). Mit einem Interview von Wolfgang Garvelmann, Ch. Möllmann Vlg., Borchen 2011

| Personendaten    | Personendaten                                      |
| ---------------- | -------------------------------------------------- |
| NAME             | Garvelmann, Wolfgang                               |
| KURZBESCHREIBUNG | deutscher anthroposophischer Arzt und Heilpädagoge |
| GEBURTSDATUM     | 19. Oktober 1924                                   |
| GEBURTSORT       | Düsseldorf                                         |
| STERBEDATUM      | 11. März 2012                                      |
| STERBEORT        | Gaienhofen-Horn                                    |